# Lill-Hocksjön
Lill-Hocksjön är en sjö i Sollefteå kommun i Ångermanland och ingår i Ångermanälvens huvudavrinningsområde. Sjön har en area på 0,12 kvadratkilometer och ligger 407,1 meter över havet.

## Delavrinningsområde
Lill-Hocksjön ingår i det delavrinningsområde (703492-151929) som SMHI kallar för Ovan Bitarbäcken. Medelhöjden är 449 meter över havet och ytan är 10,72 kvadratkilometer. Det finns inga avrinningsområden uppströms utan avrinningsområdet är högsta punkten. Stor-Lungnan (Håsjöån) som avvattnar avrinningsområdet har biflödesordning 4, vilket innebär att vattnet flödar genom totalt 4 vattendrag innan det når havet efter 163 kilometer. Avrinningsområdet består mestadels av skog (82 procent). Avrinningsområdet har 0,5 kvadratkilometer vattenytor vilket ger det en sjöprocent på 4,7 procent.